# 竹田敏浩
竹田 敏浩（たけだ としひろ、1975年5月4日 - ）は、TBS『SASUKE』のSASUKEオールスターズの1人。YouTuber。元岐阜県揖斐郡の消防士。現在は加圧トレーニングジム「Anju」の経営者および、福岡県中間市の消防団員。
消防士時代に、番組側から「史上最強の消防士」のキャッチコピーをつけられていた。

## 来歴
高校時代はバレーボール部に所属し、卒業後は親の薦めで消防士の道を歩み始め、岐阜県揖斐郡消防組合消防所本署に勤務。
2000年、24歳の時にTBS『SASUKE』第5回大会に初出場。自身の挑戦前まで1st STAGEのクリア者が1人もいない状況下で、難関のジャンプハングとそり立つ壁を凌駕し1人目のクリア者に名乗りを上げた。同年秋に開催された第6回では3rd STAGEに進出を果たした。
2005年5月、消防士指導員に就任。
2006年、『SASUKE』での活躍ぶりから全国消防団員募集のイメージモデルに抜擢され、消防士を象徴する存在となった功績から同年7月には当時の消防庁長官から感謝状を授与された。
2011年、消防署から3年間の岐阜県防災航空隊への派遣命令を受け航空隊として勤務。
2014年、派遣命令を解かれたのちに消防士を退職。同時に拠点を岐阜から福岡に移住し、北九州市で加圧トレーニングジム「Anju（アンジュ）」を経営。
2018年、SASUKE第36回大会の収録で1st STAGEの第3エリア・ウイングスライダーで段差の衝撃により左肩を脱臼骨折。全治1年以上の大怪我を負い、一時は引退を考えたが、2020年の第38回大会でSASUKEへと復帰した。
2022年4月5日、自身のFacebookおよびInstagramにて『SASUKE』からの引退を表明。理由として第38回大会終了後に心房細動を発症したことによりトレーニングが満足に行えないことと近年の成績不振を挙げた。
2024年12月27日、福岡県中間市の消防団に入団した。

## 人物
握力57.9kg。
『SASUKE』出場は消防士の同僚が『筋肉番付』を観ていた際にSASUKEの応募を知り、竹田を含めた3人分の応募要項を記入して応募したところ、竹田だけ連絡が来たため出場が決まった。竹田は当時の自身の選考について、救助の県大会で優勝した功績があったことと、当時番組の演出を手がけていた乾雅人が岐阜県出身であったことの2点が要因だったと考えている。
歴代で1番好きな選手に第8回大会でFINAL STAGEに進出したケイン・コスギを挙げている。また、「長野誠に勝る身体能力を持つ選手はいるか」との問いに、ケインとヨルダン・ヨブチェフの名前を挙げている。
SASUKEの歴史で1番印象に残る大会として、長野が完全制覇した第17回大会を挙げている。
小学校時代の夢は新幹線の運転手であり、絵を描くといつも新幹線を描いていた。
バレーボールの経験がある。俳優の岡田義徳は高校バレー部の1歳下の後輩にあたる。
バレーボールで培ったジャンプ力のためか跳躍系エリアを得意としており、ジャンプハングやそり立つ壁でのリタイア経験が少ない。また多くの有力選手を飲み込んできたメタルスピンでのリタイア経験もない。本人も「ジャンプ力に関しては誰にも負けない」と語っている。
1st,2ndステージで無類の安定感を誇った一方で3rdステージに対しては苦手意識が強く、クリフハンガーとパイプスライダーを不得手としていた。

## SASUKEでの戦歴

### 大会ごとの戦歴

#### 第5回大会〜第7回大会
第4回に秋山和彦が初の完全制覇を達成したことにより全面リニューアルが施された第5回に初出場。73人連続1stリタイアの中、74人目で登場。難関そり立つ壁を1度目の挑戦では右手が僅かに掛かるも失敗して、2度目の挑戦で突破。最後は時間との戦いになったものの、1.08秒を残して初めての1stクリア者となる。この後1stを突破したのは既に1stクリア経験のある山田勝己、山本進悟の2人のみであり、当時無名であった竹田の活躍は衝撃的デビューと謳われた。続く2ndステージではスパイダーウォーク突入直後に左足を滑らせて落下した。なお、この大会では「竹田敏弘」という誤表記であった。
当時の演出担当である乾雅人は自身のTwitterにおいて、70番を過ぎてクリア者0人という状況の中、古舘伊知郎から「頭からやり直し」を提案され、それを断って「0だったら0のままオンエアします」と言い切った収録であったため、74人目にして初の成功者となった竹田はある意味恩人であると語っている。
第6回はゼッケン93番と躍進。92人中クリア者1人という状況であったが、1stを10.30秒残して余裕のクリア。2ndでは「スパイダーウォークへの復讐」と語り、大会前に仕事場の壁を使って練習を積んでいた。スパイダウォークを慎重に突破し、最後は時間との戦いになるも、3.1秒を残して2ndをクリア。初の進出となった3rdではボディプロップで苦戦し、うなり声を何度もあげ、必死に耐えたが限界に達しての落下。
第7回は母を緑山に招いた。大会直前に体調を崩し、風邪をひいている中での挑戦。1stのそり立つ壁を3回目に突破するも、ゴール目前でタイムアップ。自身初の1stステージのリタイアになった。

#### 第8回大会〜第10回大会
第8回は台風の影響で何度も中断しながらという大会となった。1stを難なく突破し、2ndは19.9秒を残し、自身初の最速タイムを記録した。3rdは前々回苦汁を舐めたボディプロップをクリアし、難関クリフハンガーも初見でクリア。最終エリア・パイプスライダーの最終地点まで到達したものの、バーのスライドに苦戦。最後は雨粒も影響したか、手から滑り落ちるように落下。
第9回はゼッケン97番での出場。今大会からゼッケン90番台後半で定着し、SASUKEオールスターズの一員として扱われるようになった。1stのそり立つ壁で一回ミスをするが、1stを突破。3rdの新エリア・ランプグラスパーまで到達し、順調に進んでいくものの、11個目のランプを掴み損ねて落下の危機に陥る。その後踏みとどまったものの、14個目のランプを掴み損ねて落下。ランプはあと2つを残すのみであった。
第10回は1stでは過去5回一度も失敗した事が無いジャンプハングでリタイア。この直後本人も「ちょっと走りすぎましたね、飛んだ瞬間にわかったんですよね。」と語っていたが、この後山本進悟、長野誠も1stでリタイア。山田勝己以外のオールスターズが全てリタイアするという波乱の大会であり、竹田がその先駆けとなっている。

#### 第11回大会〜第13回大会
第11回は、1st、2ndを危なげなく突破。3rdボディプロップに進出したものの、残り僅かというところで右手が滑ったのかバランスを崩し突然の落下。実況者、本人共に驚きを隠せない結果となる。
4月12日に『体育王国』内で放送されたモンキーバーズのリニューアル初日に参加。95.6mという記録を残し、これはモンキーバーズ最高記録となっている。これが影響したのかは定かではないが、放送の約1ヶ月後である5月に右肩を疲労骨折した。
満身創痍の中での第12回は1stを危なげなく突破し、10.81秒を残した。3rd最終エリア・パイプスライダーまで到達したものの、右肩の骨折が影響したのか、着地で距離が足りずに落下。自ら沼地から這い上がることすら出来ない状態になっており、奇しくもレスキュー隊に救助される格好となった。
出場権獲得を争う「SASUKEトライアル」では暫定1位だった小林正明の記録を2ヶ月ぶりに破る28.82秒残しという驚異的な記録を残し、最終順位で1位となる。
この成績を引っさげて出場した第13回は、1stを12.92秒残しでクリア。3rdクリフハンガーまで進出し、下り段差を何とか耐えたものの、着地地点前で力尽き落下した。

#### 第14回大会〜第17回大会
第14回は1stを32.44秒残しという最速タイムで突破。長野誠（30.00秒残し）とのハイレベルな最速タイム争いを制した。再び3rdクリフハンガーまで進出したものの、下り段差で落下。なお、今大会の1stで最速タイムを出したシーンは『サスケマニア』で募集された「SASUKE名場面BEST10」の第8位に選出された。小笠原亘は名場面としてこのシーンを選び、「最速タイムしか狙っていないという感じでした」というコメントを残している。
第15回は1stを23.07秒残しでクリア。長野誠（23.59秒残し）の最速タイムには僅かに及ばなかった。2ndを難なく突破するも、続く挑戦者であったゼッケン100番の長野が2ndリタイアとなり、自身初の最終競技者となる。3rd挑戦前には「災害現場で子供背負って救助してると思ってやります」と意気込みを語った。2大会連続でリタイアしていたクリフハンガーをクリアし、デビルブランコまで到達。反動をつけて左手をバーにかけ、痛めていた右肩で体を支えたものの数秒後に落下。自身初の大会最優秀成績者となる。挑戦後に「みんなの思いを背負うとはどんな気持ちですか？」との問いに、「現場で救助してるように、責任の重いことだなと思いました」と語っている。
第16回は1stを19.82秒残して最速クリア。今大会脱落者の相次いでいた2ndメタルスピンも突破したものの、前回リベンジを果たした3rdクリフハンガーの下り部分で落下。当エリア自身3度目の落下となった。
第17回は大会前に白鳥文平宅で長野誠、秋山和彦と共に「SASUKE合宿」を行った。今回は大会前に消防団員募集ポスターのモデルとなり、さらに消防庁長官から直々に表彰された。久々に家族を緑山に招いての挑戦となり、1stを13.37秒残しでクリアし、2ndを13.84秒の最速タイムでクリアする。3rdクリフハンガーでは再びリベンジに成功し、第15回に脱落したデビルブランコも突破。第12回以来、3度目のパイプスライダー進出を果たすも、再び着地で距離が足りずに落下。通算10度目の3rdリタイアとなった。
第12回から右肩の疲労骨折を抱えての出場となったものの、第11回から第17回まで、7大会連続3rd進出という記録を作った。この時期はモンキーバーズ最高記録、SASUKEトライアル1位、初の最優秀成績、3度の最速タイムと、様々な面で活躍を見せた。

#### 第18回大会〜第24回大会
第17回の長野誠の完全制覇により、竹田は自身初の引退を示唆する発言をする。胸中は複雑なものであったが、その旨を家族に伝えた際、子供から「やめないで」という声があったという。肩の荷が下りた竹田は、再び挑戦をする決意をした。
全面リニューアルが施された第18回は1stを難なく突破し、2nd進出者6人のうちの1人となる。2ndに新設されたサーモンラダーで2人連続リタイアという状況での挑戦となるが、竹田も同エリアで最後の段差を前にして落下（ゼッケンなし）。初出場の第5回以来となる7年振りの2ndリタイアとなり、3rd連続進出の記録は7でストップした。
第19回はゼッケン96番の竹田を前に2人のみが1stを突破している中での挑戦。ポールメイズで反動により振り戻されたり、5m20cmに難しくなったそり立つ壁で失敗が続き、警告音の中で最後に成功させたもののタイムアップ（ゼッケン96）。第10回以来、5年ぶりの1stリタイアとなる。挑戦後「どうしても次の長野さんに、いい形で繋ぎたかったんですけど…」と語った。
第20回もゼッケン1995番の竹田を前に2人のみが1stを突破している中での挑戦。難なくフライングシュートまで進出したものの、真上でロープを掴み反動が吸収され、最終エリア・ロープラダーで頂上の塀を掴んだ瞬間タイムアップ。自身初の2大会連続1stリタイアとなる。
第21回は1stを3大会ぶりにクリアし、2ndを25.7秒残しの最速タイムで突破。3rd進出者3人のうちの1人となる。3rdでは第18回のリニューアル後、史上初の新クリフハンガー成功者となる。その後、ハングクライミングで進路を見失い、腕力を使い果たす形で脱落した（ゼッケン98）。
第22回は1stジャンピングスパイダーでトランポリンの踏み切りに失敗し、落下（ゼッケン92）。1stでの着水は第10回以来、6年半ぶりであり、奇しくも第10回と同じトランポリンエリアでの踏み切り失敗によるリタイアとなった。また、オールスターズでは第10回以来の成績ワーストタイとなった。
第23回は前回リタイアした1stジャンピングスパイダーを突破し、危なげなくクリア。続く2ndではウォールリフティングで最後の壁を第3,4回の山田勝己、第16回の山田康司と同様、最上段まで持ち上げてから片手で支えるパフォーマンスを披露した。前々回脱落した3rdハングクライミングまで到達したものの、進路の選択に手間取り大幅に体力を消耗。直後のスパイダーフリップの対岸へのジャンプで落下した（ゼッケン97）。
第24回では1stステージのスライダージャンプで飛び移るタイミングが合わない場面があったものの、足で対岸の網を掴むリカバリーで突破。そのままSASUKEオールスターズで唯一の1stクリアを果たした。2ndは問題なくクリア。3rdでは5人連続クリアという中での挑戦となり、前回失敗した3rdスパイダーフリップまで到達。ジャンプする足場の前のコーナーで苦戦し、FINALに進出した漆原裕治達からも声援を受けて粘ったものの限界に達しての落下（ゼッケン98）。第12回同様、自分では沼地から這い上がることすら出来ない状態だった。挑戦後、1stリタイアだった長野誠が涙を流す場面もあった。竹田はこの回を最後に3rdに進出していない。

#### 第25回大会〜第27回大会
第25回は漆原裕治の完全制覇後の大会ということもあり、くじ引きでゼッケン番号が決定されていた。結果、70番のゼッケンを引き当て、第12回以来となるオールスターズ最初の挑戦者となった。1stでは復活エリアのサークルスライダーでやや際どい攻略を見せたが、順当に1stをクリア。3大会連続の2nd進出となる。2ndの新エリア・ダブルサーモンラダーの飛び移り後、バーを上げることに苦戦し、最後の一段で落下。
第26回は岐阜県防災航空隊への約3年間の派遣命令を所属する消防署から受けたため欠場。初出場から続いた連続出場は21回で途切れることとなった。
第27回も同様の理由と練習不足により欠場。ただし前回と違って職場の理解を得られた為、会場には足を運んでいる。

#### 第28回大会〜第31回大会
第28回は、岐阜県防災航空隊の任務を解かれ消防署に復帰。3大会ぶりの出場を果たすも、初挑戦のローリングエスカルゴで、対岸からかなり遠いところから飛ぼうとしたことが仇となり、対岸で足が着水。自己ワーストとなる1st第2エリアでのリタイアとなった（ゼッケン97）。
第29回は、1stの新エリア・ヘッジホッグのクリア直後にバランスを崩し転落した（ゼッケン95）。なお、この年の10月末に消防士を退職したため、今大会は消防士として出場した最後の大会となった。
第30回は、大会前に離婚し、長年勤務してきた消防士を退職して北九州に移住してスポーツトレーナーに再就職。4年ぶりに1stステージをクリアし、2ndステージ進出。スワップサーモンラダーでバーが外れ失格になった。なお、この大会は自身初のゼッケン80番台での出場となった（ゼッケン2980）。
第31回は、初めて髪を金髪に近い色に染めて出場した。スタートエリアのローリングヒルの下りで、山本進悟と同じく頂上から飛ぼうとしたが、距離が足りずにリタイア。自己ワースト記録更新となった。頂上から飛ぼうとした理由のことについては「やってやろうと思って」と語っている（ゼッケン93）。

#### 第32回大会〜第37回大会
第32回は、長野誠の引退に伴い久しぶりのゼッケン98番で出場。前回リタイアしたローリングヒルを超え、新エリアのダブルペンダラムまでは安定してクリアするも、タックルで体力を消耗。制限時間も短縮され、殆ど時間もない中でそり立つ壁の1回目の挑戦も僅かに届かず。そのまま自身初のそり立つ壁でのタイムアップ（ダイジェスト、ゼッケン98）。今大会で竹田がそり立つ壁でリタイアを喫したことにより、オールスターズ全員がそり立つ壁でリタイア経験を持つことになった。
第33回は、前回タイムアップとなったそり立つ壁にリベンジすべく自身のジムで下半身強化に取り組んで出場。順調なペースでそり立つ壁も余裕で1回でクリアし、そのまま3大会ぶりに2ndに進出を決める。およそ2年半ぶりとなった2ndでは、サーモンラダー上りにやや苦戦。腕力を消耗し、サーモンラダー下りでリタイアとなった（ゼッケン90）。
第34回は、前回クリアしたそり立つ壁をやや危ないながら突破する場面が見られたが順当に最多19回目の1stをクリア。前回同様2ndに進んだものの、サーモンラダー下りの2段目から3段目への移行時に、右側が1番下の段に下がった状態になってしまう。2段上にある左側を下げようとするが、その間に腕力を使い果たし、力を振り絞り無理矢理に下げるも最後はバーが脱線しリタイア（ゼッケン91）。
第35回は、制限時間の大幅な短縮による焦りか、過去2回は危なげなく攻略しているフィッシュボーンであわや落下寸前までバランスを崩してしまう。なんとかクリアはしたものの、新エリア・ドラゴングライダーで2本目のバーへの飛び移りに失敗し、1本目のバーにぶら下がったままタイムアップ。タイムアップの音と同時に逆上がりをした後自ら落下した（ゼッケン91）。
第36回は、タイファイターからマイナーリニューアルが施されたウィングスライダーで体勢が不十分な状態で挑戦し、段差の衝撃で脚が滑ってしまい落下寸前にまで追い込まれたがなんとか攻略。しかし、無理に堪えた結果左肩を負傷し、痛みに耐えながらもフィッシュボーンをクリアしたものの、ドラゴングライダー手前で棄権を余儀なくされた（ゼッケン85）。肩の負傷は脱臼骨折とのことで、全治5〜6ヶ月の診断を受けている。
第37回は前回大会での怪我の影響により欠場。

#### 第38回大会以降
第38回は2大会ぶりにゼッケン87番で出場。皆勤賞の山本に加え、山田と長野が復活したため、第30回大会以来久々にオールスターズの過半数以上が大会に出場した大会にもなった。また、「37回大会で1度は引退した。」と実況された場面もあった。肩の怪我もテーピングこそ張っていたもののほぼ癒えており、同大会ではブランクを感じさせない軽快な動きでフィッシュボーンまで問題なく到達。しかしフィッシュボーンに挑んだ際に、本来踏まなければならない6つ目の最後の足場を踏まず、1つ手前の5つ目の足場から右側へ跳躍し、ショートカットするような形で攻略してしまう。その場では見逃されて競技は続行となり、結果としてリタイアしたドラゴングライダー、そり立つ壁もクリアし、1度はクリアボタンも押していたが、審議の結果、ルール違反で失格となった。これで自身初めて、直近で出場した3大会連続でのリタイアとなる。
第38回大会後に心房細動を発症し、手術に伴い第39回は欠場。第40回開催時期を以て引退を表明。FINAL進出という夢は果たせなかった。

### 大会別成績
| 大会       | ゼッケン | STAGE | 記録                   | 備考                                   |
| ---------- | -------- | ----- | ---------------------- | -------------------------------------- |
| 第5回大会  | 74       | 2nd   | スパイダーウォーク     | 1枚目、突入直後                        |
| 第6回大会  | 93       | 3rd   | ボディプロップ         | 3個目の空白                            |
| 第7回大会  | 96       | 1st   | ロープクライム         | タイムアップ                           |
| 第8回大会  | 71       | 3rd   | パイプスライダー       | 最終地点                               |
| 第9回大会  | 97       | 3rd   | ランプグラスパー       | 13個目→14個目                          |
| 第10回大会 | 997      | 1st   | ジャンプハング         | 掴み失敗                               |
| 第11回大会 | 97       | 3rd   | ボディプロップ         | 3個目の空白後                          |
| 第12回大会 | 95       | 3rd   | パイプスライダー       | 着地失敗                               |
| 第13回大会 | 98       | 3rd   | クリフハンガー改       | 3本目中盤、SASUKEトライアル1位         |
| 第14回大会 | 97       | 3rd   | クリフハンガー改       | 2→3本目                                |
| 第15回大会 | 96       | 3rd   | デビルブランコ         | バーに片手をかけた直後落下、最優秀成績 |
| 第16回大会 | 98       | 3rd   | クリフハンガー改       | 2→3本目                                |
| 第17回大会 | 91       | 3rd   | パイプスライダー       | 着地失敗                               |
| 第18回大会 | 無し     | 2nd   | サーモンラダー         | 6→7段目                                |
| 第19回大会 | 96       | 1st   | フライングシュート     | エリア前でタイムアップ                 |
| 第20回大会 | 1995     | 1st   | ロープラダー           | タイムアップ                           |
| 第21回大会 | 98       | 3rd   | ハングクライミング     | 序盤                                   |
| 第22回大会 | 92       | 1st   | ジャンピングスパイダー | 張り付き失敗                           |
| 第23回大会 | 97       | 3rd   | スパイダーフリップ     | 飛び移り失敗                           |
| 第24回大会 | 98       | 3rd   | スパイダーフリップ     | 移動中落下                             |
| 第25回大会 | 70       | 2nd   | ダブルサーモンラダー   | 2基目・4→5段目                         |
| 第28回大会 | 97       | 1st   | ローリングエスカルゴ   | 対岸で着水                             |
| 第29回大会 | 95       | 1st   | ヘッジホッグ           | 終点                                   |
| 第30回大会 | 2980     | 2nd   | スワップサーモンラダー | 2→3段目 失格                           |
| 第31回大会 | 93       | 1st   | ローリングヒル         | 下り、跳躍ミス                         |
| 第32回大会 | 98       | 1st   | そり立つ壁             | タイムアップ                           |
| 第33回大会 | 90       | 2nd   | サーモンラダー下り     | 3→4段目                                |
| 第34回大会 | 91       | 2nd   | サーモンラダー下り     | 3→4段目 脱線                           |
| 第35回大会 | 91       | 1st   | ドラゴングライダー     | 1本目終点、タイムアップ                |
| 第36回大会 | 85       | 1st   | ドラゴングライダー     | 肩の損傷により棄権                     |
| 第38回大会 | 87       | 1st   | フィッシュボーン       | 6つ目の足場を飛ばして失格              |

- ※第18回大会はゼッケン争奪マラソンによってゼッケンが決定。竹田はマラソンに不参加だったため、86番と87番の間の挑戦となった。
- ※第25回大会は抽選によってゼッケンが決定

### 通算成績
| 出場数 | 2nd進出 | 3rd進出 | FINAL進出 | 最優秀成績 |
| ------ | ------- | ------- | --------- | ---------- |
| 31回   | 19回    | 13回    | 0回       | 1回        |

- 2020年 第38回大会終了時点
- 太字は最高記録

### SASUKEトライアル（2004年）
| 種目             | STAGE | 制限時間 | 残り時間 | 順位 | クリア人数 |
| ---------------- | ----- | -------- | -------- | ---- | ---------- |
| SASUKEトライアル | 1st   | 80秒     | 28.82秒  | 1位  | 15人       |

### 最速タイム
| 大会       | STAGE | 制限時間 | 残り時間 | クリア人数 | 備考                            |
| ---------- | ----- | -------- | -------- | ---------- | ------------------------------- |
| 第8回大会  | 2nd   | 100秒    | 19.9秒   | 4人        |                                 |
| 第14回大会 | 1st   | 103秒    | 32.44秒  | 14人       | 第5回-第17回までの1stで最高記録 |
| 第16回大会 | 1st   | 100秒    | 19.8秒   | 16人       |                                 |
| 第17回大会 | 2nd   | 65秒     | 13.8秒   | 8人        |                                 |
| 第21回大会 | 2nd   | 80秒     | 25.7秒   | 3人        |                                 |

### テーマ曲
専用のBGMがテーマソングとして存在する。
| 曲名     | 出典               | 初使用回 | 備考                    |
| -------- | ------------------ | -------- | ----------------------- |
| 青い戦士 | スターオーシャンEX | 8回      |                         |
| War      | パール・ハーバー   | 13回     | 3rd Stage専用のテーマ曲 |

## 筋肉番付シリーズでの活躍

### 体育王国（モンキーバーズ）
2003年『体育王国』内で行われたモンキーバーズのリニューアル初日に参加。SASUKE出場権獲得を懸けて主に出場したことのない選手を中心に行われていたものの、第11回の結果（3rdボディプロップ脱落）に満足しきれなかった竹田が自ら応募して出場が実現した。クリアまで残り5mに迫る95.6mを記録し、モンキーバーズ最高記録保持者となった。
| 種目           | 記録  | 順位 |
| -------------- | ----- | ---- |
| モンキーバーズ | 95.6m | 1位  |

### スポーツマンNo.1決定戦（モンスターボックス公認記録会）
2010年1月7日のスポーツマンNo.1決定戦「モンスターボックス（跳び箱）公認記録会」に、山本進悟、長野誠と共に参加。17段を記録し、SASUKEオールスターズ中では最高記録となった。
| 種目               | 記録 | 順位    | 出場人数 |
| ------------------ | ---- | ------- | -------- |
| モンスターボックス | 17段 | 7位タイ | 34人     |

## 本大会以外での出来事
- 2007年4月29日、マグロフェスタに白鳥・長野・秋山と共に参加。翌日のフェスタも白鳥と共に参加。
- 同年10月16日、「『サスケ』に挑戦しよう　春日モリモリまつり」に長野・山田と共に参加。
- 2008年4月26日にマグロフェスタに山田・長野・秋山と共に参加。翌日にも行われたフェスタには同メンバーに加えて山本も参加した。
- 同年7月26日、宮崎県宮崎市で「冒険ビーチ・ビーチスポーツみやざきNo.1選手権」の実況のゲストに長野と共に参加。
- 2019年4月28・29日、「串木野マグロフェスティバル2019」に長野・山本・日置将士・長崎峻侑・泉ひかりと共に参加。

## 出演

### テレビ(筋肉番付関連)
- SASUKE（TBS）
- サスケマニア（TBS）
- 体育王国（TBS）
- 完全ドキュメント SASUKEに生きる男たち（2006年10月18日、TBS）
- スポーツマンNo.1決定戦（2010年1月7日、TBS）

### DVD
- 『SASUKE』30回記念DVD 〜SASUKEヒストリー＆2014スペシャルエディション〜